# Jahidi White
Pour les articles homonymes, voir White.
Jahidi White, né le 19 février 1976 à Saint-Louis dans le Missouri, est un ancien joueur américain de basket-ball. Il évolue aux postes d'ailier fort et de pivot.